# Міллард Місс
Міллард Місс (англ. Millard Meiss; 25 березня 1904, Цинциннаті, Огайо — 12 червня 1975, Принстон, Нью-Джерсі) — американський історик, фахівець з мистецтва пізнього середньовіччя і початку Ренесансу. Знавець книжкової мініатюри, фрескового і станкового живопису.

## Біографія
Вивчав архітектуру в Принстонському університеті, отримав диплом в 1926 році. Щоб забезпечити фінансово продовження навчання з історії мистецтв у докторській школі в Гарвардському університеті (1928), працював в Нью-Йорку в будівельному бізнесі. Після одруження продовжив вивчення історії мистецтва середньовіччя і Ренесансу в університеті Нью-Йорка. Отримав докторський ступінь в 1933 році (дисертація з творчості Франческо Траїні). З 1934 року керував кафедрою в Колумбійському університеті. У 1940—1942 рр. — головний редактор Bulletin of art, почесний адміністратор Музею сучасного мистецтва в Нью-Йорку. Після Другої світової війни Місс очолює американський Комітет з відновлення італійських пам'яток. У 1951 році виходить перша книга Місса «Живопис у Флоренції і Сієні після Чорної смерті» (Painting in Florence and Siena after the Black Death). З 1953 року працює в Гарварді, з 1958 — в Принстонському інституті перспективних досліджень. У 1966 році очолив Комітет порятунку італійського мистецтва, місія якого полягала у відновленні пошкоджених під час повені у Флоренції в 1966 році фресок і будівель. З 1960 року Місс звертається до вивчення рукописів і перш за все Розкішного часослова герцога Беррійського. Його тритомник «Французький живопис доби Жана Беррійського» (French Painting in the Time of Jean de Berry 1967—1974) є основоположним для всіх, хто вивчає мистецтво книжкової мініатюри кінця XIV — початку XV ст.
Член Американської академії мистецтв, Американського філософського товариства, Британської академії, кількох французьких та італійських наукових товариств. У зв'язку з важкою хворобою пішов у відставку в 1974 році. Помер 12 червня 1975 року. Його документи передані в Архів Американської академії мистецтв.